# Joseph Seiden

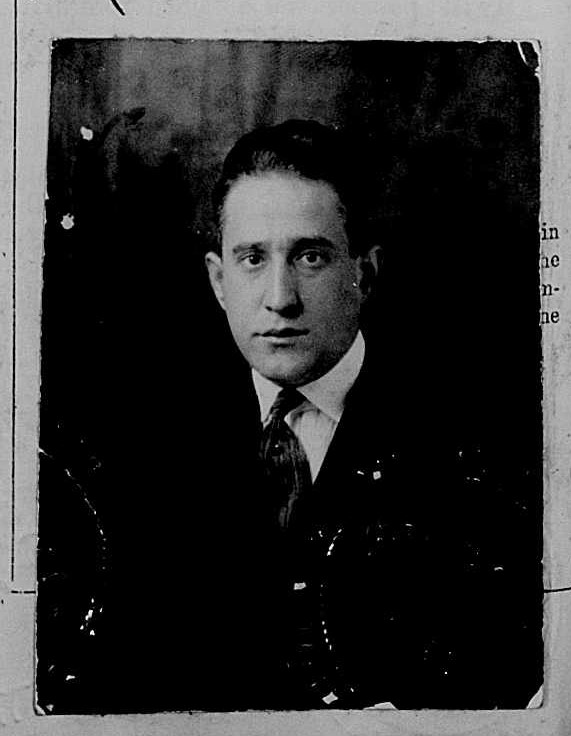
Joseph Seiden (1919)

Joseph Seiden (* 23. Juli 1892 in New York; † Januar 1974 in New Hyde Park, New York State) war ein bedeutender Regisseur und Produzent des jiddischen Films.

## Leben und Wirken
Er begann seine Filmkarriere Mitte der 1910er-Jahre als Kameramann bei diversen Filmproduktionsgesellschaften im Raum New York (die US-Filmindustrie war damals noch überwiegend an der Ostküste angesiedelt). 
Mit Beginn der Tonfilmzeit kam Seiden mit dem jiddischen Film in Kontakt. Er gründete 1929 die Judea Films und begann jiddische Filme zu produzieren. Hierzu engagierte er den bereits für sein jiddisches Filmschaffen bekannten Regisseur Sidney M. Goldin. Es entstanden komische, aber auch ernsthafte Kurz- und Langspielfilme, einige mit Leo Fuchs.
Ab Mitte der 1930er begann Seiden selbst Drehbücher für jiddische Filme zu schreiben, ab Ende der 30er-Jahre inszenierte er diese Filme auch selbst. Zu seinen bekanntesten Werken zählt das Drama Got, Mentsh und Tayvl (God, Man and Devil) (1950), eine Abwandlung von Goethes Faust ins jiddische Milieu, die als einer seiner letzten Filme entstanden ist.
Einige seiner Filme sind erhalten, wurden vom National Center for Jewish Film an der Brandeis University restauriert und mit englischen Untertiteln auf DVD veröffentlicht, darunter Got, Mentsh und Teyfl, I Want to be a Boarder und Motel the Operator.

## Filmografie
In Klammer sind die jiddischen Originaltitel angegeben, wenn vorhanden.
Spielfilme:
- 1915: The Siren's Song (als Kameramann; Regie: George W. Lederer)
- 1915: The Question (als Kameramann; Regie: Harry Handworth)
- 1916: The Eternal Question (als Kameramann; Regie: Burton L. King)
- 1916: The Weakness of Strength (als Kameramann; Regie: Harry Revier)
- 1917: The Lust of the Ages (als Kameramann; Regie: Harry Revier)
- 1918: The Grain of Dust (als Kameramann; Regie: Harry Revier)
- 1933: Live and Laugh (Geliebe und gelacht) (als Produzent; Regie: Sidney M. Goldin, Max Wilner)
- 1933: The Eternal Jew (als Produzent; Regie: George Roland)
- 1936: Love and Sacrifice (Libe und Laydnshaft) (als Produzent; Regie: George Roland)
- 1937: The Living Orphan (Der Lebediker Yusem) (als Regisseur)
- 1937: I Want to Be a Mother (Ich will zein a Mame) (als Produzent; Regie: George Roland)
- 1938: Sex Madness
- 1939: Paradise in Harlem (als Regisseur)
- 1939: Kol Nidre (als Regisseur und Produzent)
- 1939: My Son (Mayn Zundele) (als Regisseur und Produzent)
- 1940: The Jewish Melody (Der Yidisher Nigh) (als Regisseur und Produzent)
- 1940: The Great Advisor (Der Groyser Eytse-geber) (als Regisseur und Produzent)
- 1940: Motel the Operator (Motl der Operator) (als Regisseur und Produzent)
- 1940: Eli Eli (als Regisseur und Produzent)
- 1940: Her Second Mother (Ihr zweite Mame) (als Regisseur und Produzent)
- 1941: Mazel Tov Yidden (Mazel Tov Jews) (als Regisseur und Produzent)
- 1949: Three Daughters (Dray Techter) (als Regisseur)
- 1950: God, Man and Devil (Got, Mentsh und Tayvl) (als Regisseur und Produzent)
- 1950: Monticello, Here We Come (als Regisseur und Produzent)

Kurzfilme:
- 1929: Style and Class (als Kameramann und Produzent; Regie: Sidney M. Goldin)
- 1930: Shoemaker's Romance (Schusters Liebe) (als Kameramann und Produzent; Regie: Sidney M. Goldin)
- 1930: Sailor's Sweetheart  (als Produzent; Regie: Sidney M. Goldin)
- 1930: Oy Doktor! (als Produzent; Regie: Sidney M. Goldin)
- 1930: Kol Nidre (als Produzent; Regie: Sidney M. Goldin)
- 1930: The Jewish Gypsy  (als Produzent; Regie: Sidney M. Goldin)
- 1931: Shulamith  (als Produzent; Regie: Sidney M. Goldin)
- 1936: I Want to be a Boarder (Ich will seyn a "Boarder") (als Regisseur)

Dokumentarfilme:
- 1932: Shikat vs. Lewis Wrestling Match (Kurzfilm; als Kameramann und Produzent)
- 1934: The Voice of Israel (Shtime fun Yisroel) (als Produzent; Regie: Sidney M. Goldin)